# 緒方正規
緒方 正規（おがた まさのり、1853年12月5日（嘉永6年11月5日） - 1919年（大正8年）7月30日）は日本の衛生学者、細菌学者。東京帝国大学医科大学学長、東京帝大教授。日本における衛生学、細菌学の基礎を確立した。

## 経歴
1853年肥後国に熊本藩医緒方玄春の子として生まれる。古城医学校を経て、1880年東京大学医学部を卒業。
翌年ドイツのマックス・フォン・ペッテンコーファーのもとに留学、ミュンヘン大学で衛生学を学んだ。また、1882年からはベルリン大学で、ロベルト・コッホの弟子であるフリードリヒ・レフラーに細菌学を学ぶ。
1884年に帰国。1885年には東大医学部の衛生学教室と内務省衛生試験所に着任し、衛生試験所に細菌室を創設する。同年、北里柴三郎にドイツ留学を勧めて、レフラー宛に紹介状を書いている。
1885年に脚気の病原菌を発見したと発表するが、ドイツ留学中の北里に実験の不備を指摘され病原菌発見を否定された。現在では北里が正しかったことが分かっている。
1886年帝国大学医科大学の衛生学初代教授となる。
1896年、台湾でペストが流行したときに現地調査を行い、ペスト菌に対する北里の研究（1894年）の誤りを指摘した。北里が単体分離したと思っていた病原菌には、実はペスト菌を含む2種類の菌が含まれており、この誤りを北里は認め自説を撤回している。また、ペストはネズミのノミを媒介として流行することを証明し、ドイツの専門誌に発表した。
1898年に医科大学学長をつとめ、東京学士会院会員、第5回日本医学会総会会頭などを歴任した。
1919年、食道癌を患って静養していたが、気管支・肺に転移し、肺壊疽も併発して同年7月30日に死去。墓所は染井霊園(1イ5-8)。故郷の河俣村（現八代市東陽町河俣）の生家内に記念碑がある。
北里柴三郎との間には脚気のほか、ペスト菌や赤痢菌の病原をめぐって意見の違いがあり、二人の不和として社会的に誇張されて伝えられることもあったが、実際には同郷同学の士として私生活では交流があった。1894年に北里と東京大学医学部教授の青山胤通が香港での調査から帰国し、東大医学部の学生が歓迎会を企画した際に北里を招待すべきか議論になったが、緒方は反対意見に対して昔から親しい因縁のあった人であり誤解があってはならないと説いている。1910年（明治43年）に開かれた緒方教授在職25年祝賀会では、北里が門弟総代として祝辞を引き受けており、祝賀会の後で緒方は麻布の北里邸に挨拶に出向いている。また、伊豆伊東にあった北里の別荘に緒方は家族とともに出かけることもあった。また、北里は緒方の臨終の前日にも立ち会っており、緒方の葬儀では北里が弔辞を述べている。

## 家族・親族
妻のエツ（1870年生）は石原豊貫の次女。石原は農商務権少書記官で、パリ万国博覧会 (1878年)では内務一等属・仏国博覧会事務官を務めた。
長男の緒方規雄（1887年生）は細菌学者、次男の緒方益雄（1891年生）は衛生学者。
寄生虫学者・衛生動物学者の佐々学は孫。薬理学者の橋本敬太郎は曾孫。

## 栄典・授章・授賞
位階
- 1886年（明治19年）7月8日 - 従六位[14]
- 1897年（明治30年）10月30日 - 正五位[15]
- 1901年（明治34年）3月20日 - 従四位[16]
- 1911年（明治44年）6月20日 - 従三位[17]
- 1919年（大正8年）7月31日 - 正三位[18]

勲章等
- 1901年（明治34年）12月27日 - 勲三等瑞宝章[19]
- 1908年（明治41年）12月25日 - 勲二等瑞宝章[20]
- 1915年（大正4年）11月10日 - 大礼記念章[21]
- 1919年（大正8年）
  - 2月27日 - 勲一等瑞宝章[22]
  - 7月31日 - 旭日大綬章[18]